# Karate High School
Karate High School ist eine US-amerikanische Post-Hardcore-Band aus San Francisco, Kalifornien. Frontsänger und Produzent ist Paul McGuire.

## Geschichte
Karate High School wurde von Paul McGuire zusammen mit Ray Bautista ins Leben gerufen. McGuire komponiert alle Lieder und schreibt deren Texte.
Die Band veröffentlichte ihr Debüt-Album mit dem Namen Arcade Rock am 21. März 2006 auf EVO-Recodings. Ihr zweites Album The League of Tomorrow erschien am 4. September 2007. 2009 kam ihr drittes Album mit dem Titel Invaders (Eyeball Records) auf den Markt.
McGuire produzierte beide Alben und spielte alle Instrumente auf The League of Tomorrow selbst. Für Auftritte änderte sich die Aufstellung der Band im Lauf der Jahre, indem verschiedene Musiker die Rolle des Schlagzeugers, Bassisten und Gitarristen einnahmen.

## Stil
Ihr Stil wird als „aggressive Mischung aus Pop-Punk, Post-Hardcore und Chiptune“ beschrieben; die Band selbst nennt ihren Stil „Arcade Rock“, woher auch der Name ihres Debütalbums stammt.

## Diskografie
- 2006: Arcade Rock
- 2007: The League of Tomorrow
- 2009: Invaders